# 블링
블링은 2016년 싱글 [이젠]으로 데뷔한 대한민국의 걸그룹이다.

## 방송
- 버스커즈 버스킹 (2016) - Top4

## 음반
- 이젠 (2016)